# Pavel Pavlovitch Levitsky

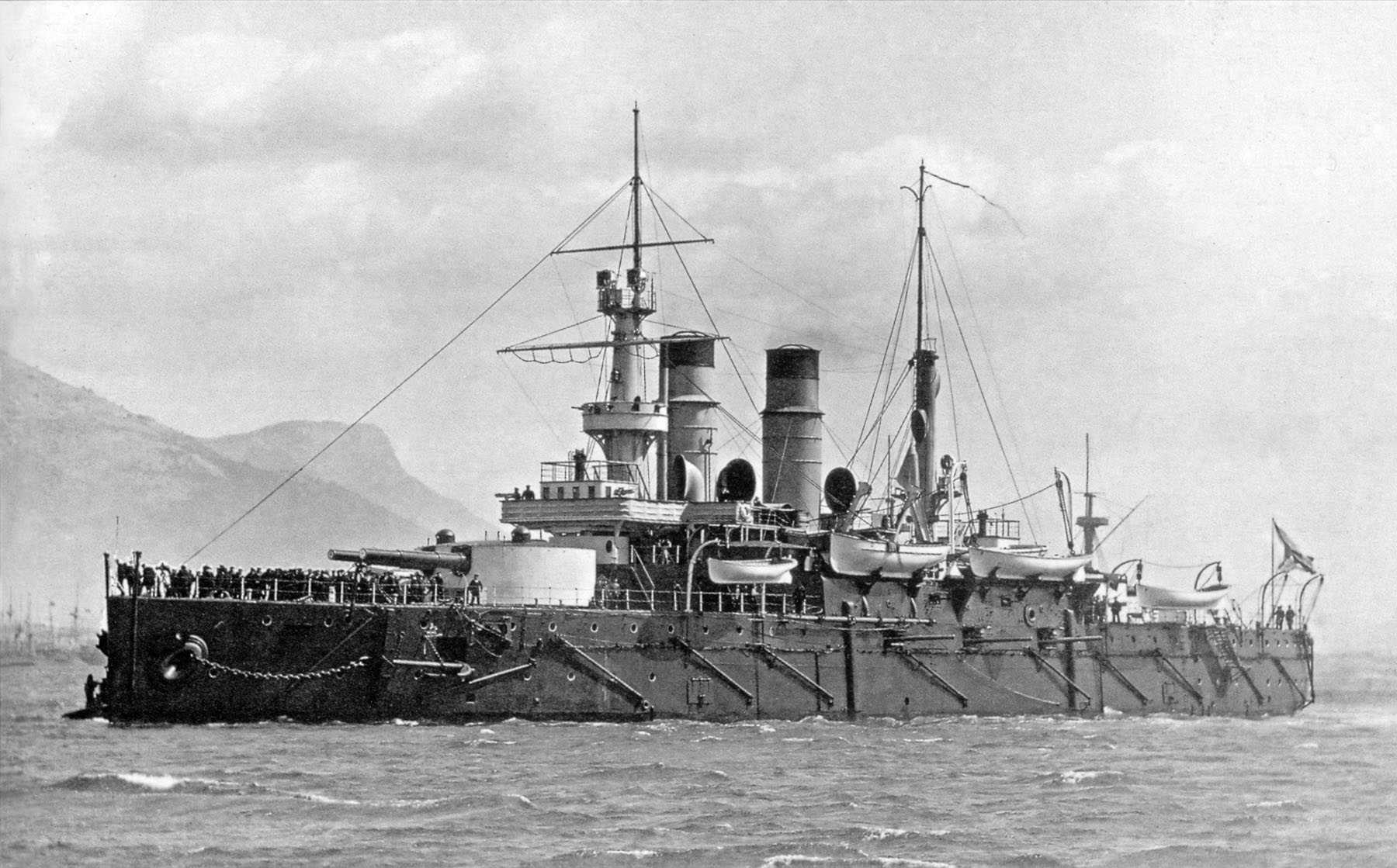
Grand Sisoy

Pavel Pavlovitch Levitsky, en russe : Левицкий Павел Павлович, né le 3 octobre 1859, décédé le 31 juillet 1938 à Tallinn.
Vitse-admiral russe, il fut l'un des acteurs de la bataille de Tsushima.

## Biographie
Pavel Pavlovitch Levitsky sortit diplômé du Corps naval des Cadets et, en 1880, fut promu sous-officier. Au grade d'aspirant de marine (1881), le 23 avril 1885 il commanda le Roach. Entre 1896 et 1898 en qualité d'officier supérieur il servit sur le croiseur Vladimir Monomakh (construction le 10 février 1881 - lancement le 10 octobre 1882 - mis en service le 1er juillet 1883 - coulé le 27 mai 1905). Le 15 juin 1898 il servit à bord du Grand Sisoy (construction le 7 mai 1892 - lancement le 20 mai 1894 - mis en service le 18 août 1896 - coulé le 28 mai 1905). Le 6 décembre 1899 Pavel Pavlovitch Levitsky fut promu capitaine (deuxième rang - grade équivalent à celui de Lieutenant dans l'infanterie ou l'armée de l'air), à ce grade il commanda le croiseur Pearl. Au cours de la Guerre russo-japonaise (1904-1905), le 27 mai et le 28 mai 1905, servant au deuxième escadron de la Flotte du Pacifique, il prit part à la bataille navale de Tsushima. Le 6 décembre 1906, il fut élevé au grade de capitaine (premier rang - grade équivalent à celui de colonel dans l'infanterie et l'armée de l'air).
Promu kontr-admiral le 25 mars 1912, Pavel Pavlovitch Levitsky commanda une brigade de sous-marins en mer Baltique. Dès janvier 1916, il dirigea la construction des sous-marins.
Après la Révolution russe de 1917 Pavel Pavlovitch Levitsky prit part à la réunion de Kiev. En 1919 il se rendit à Sebastopol où il fut mis à la tête de la flotte de réserve. Le 15 mai 1920 il commanda le port de Yalta. En novembre 1920, il dirigea l'évacuation de l'armée du général Piotr Wrangel. Dans un premier temps il quitta Yalta pour se rendre à Constantinople puis se rendit à Athènes où il vécut quelque temps.
En juin 1924 Pavel Pavlovitch Levitsky fit son entrée dans le « Corps des officiers de la Marine et de l'armée impériale », en Grèce, il représenta le grand-duc Cyrille Vladimirovitch de Russie. Le 24 avril 1930 le grand-duc l'éleva au grade de vice-amiral.

### Décès et inhumation
Pavel Pavlovitch Levitsky décéda le 31 juillet 1938 à Tallinn, il fut inhumé au cimetière Alexandre Nevsky.